# Antonio Ferrero
Pour les articles homonymes, voir Ferrero (homonymie).
Antonio Ferrero, dit le Cardinal de Gubbio (né à Savone, en Ligurie, alors dans la république de Gênes, et mort à Rome le 23 juillet 1508) est un cardinal italien du XVIe siècle. Parmi les autres cardinaux de la famille, on compte Gianstefano Ferrero (1505), Bonifacio Ferrero (1517), Pier Francesco Ferrero (1561) et Guido Luca Ferrero (1565).

## Biographie
Antonio Ferrero est l'écuyer du cardinal Girolamo Basso della Rovere. Il entre au service du cardinal Giuliano della Rovere, le futur pape Jules II, qui le nomme protonotaire apostolique et majordome du palais apostolique. En 1501 il est nommé évêque de Noli et est consacré le 9 avril 1504 par le pape Jules II avec comme co-consécrateurs Antonio Gentile Pallavicino et Giovanni Antonio Sangiorgio. En 1504 il est transféré à Gubbio. Ferrero est préfet du palais apostolique.
Le pape Jules II le crée cardinal lors du consistoire du 1er décembre 1505. En 1506, le cardinal Ferrero est nommé légat et évêque en Pérouse. Il exerce un régime tyrannique et participe à un complot contre le pape. Ferrero est rappelé à Rome et il est dépouillé de ses dignités et emprisonné au château Saint-Ange. Après le paiement de 20 000 scudi, Ferrero est transféré au monastère de S. Onofrio in Gianicolo.